# Werra-aardewerk

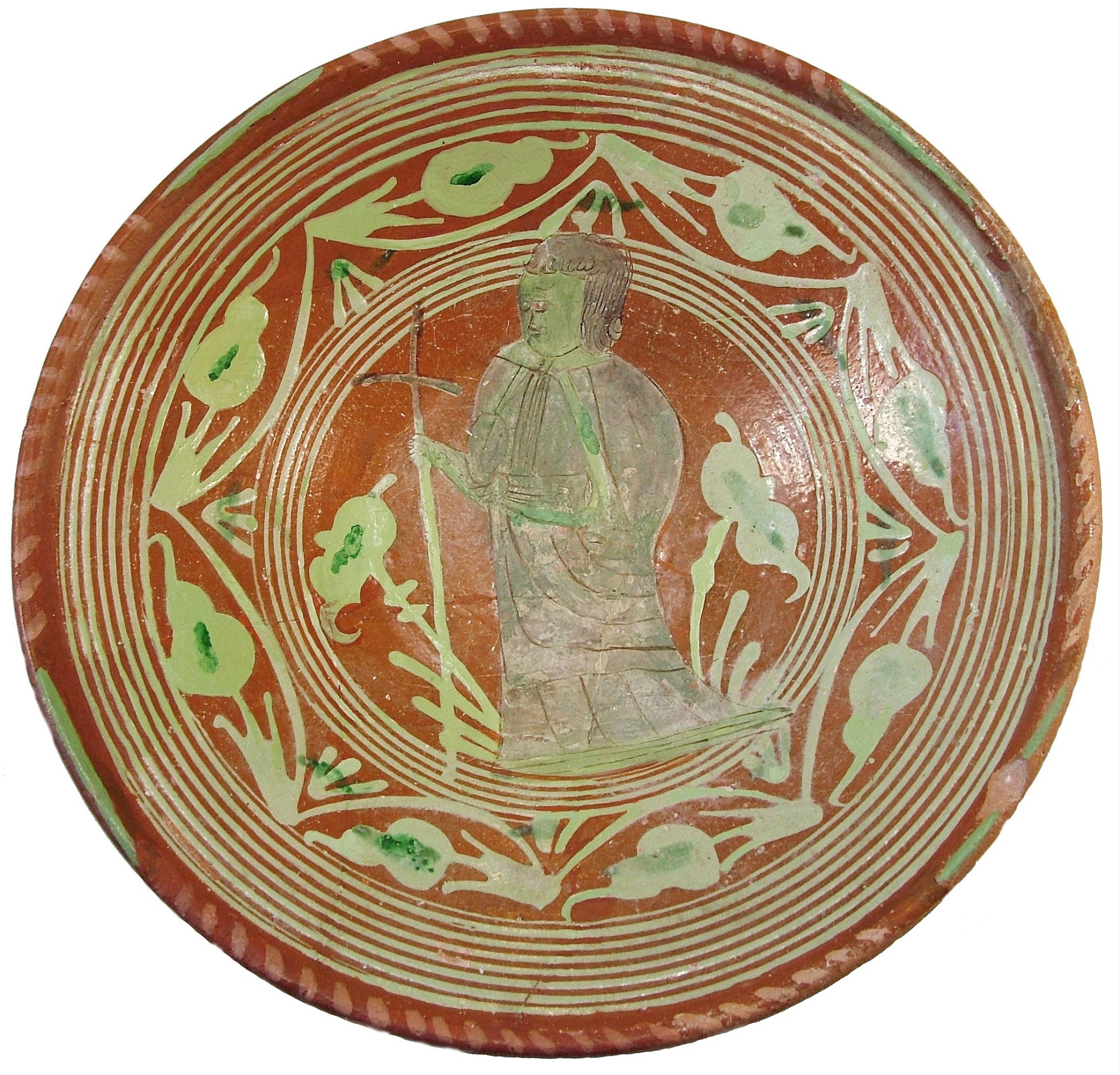
Bord uit 1575-1625. Gevonden bij de opgraving in 1998 van Swanendrift te Alphen aan den Rijn.

Werra-aardewerk is een type roodbakkend slibaardewerk dat tussen circa 1560 en 1660 voornamelijk in Duitsland werd geproduceerd in het gebied rondom de rivier Werra. De eindproducten werden per schip via de Wezer naar de Nederlanden en verder geëxporteerd.

## Kenmerken

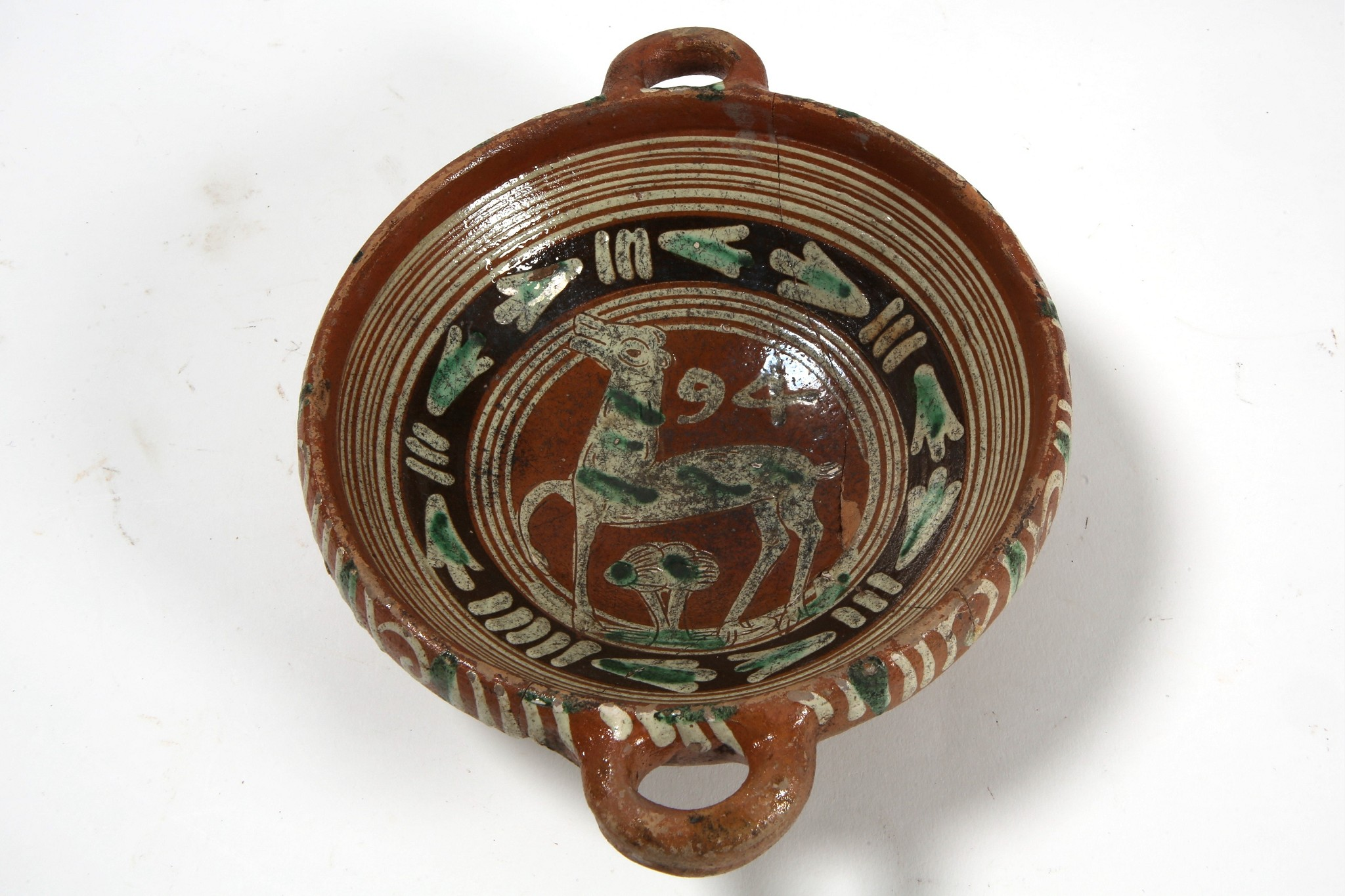
Bord uit 1594, in 2001/2002 gevonden in Alphen aan den Rijn.

Kenmerkend voor dit roodbakkend aardewerk zijn de roze-rode kleur en de ingekraste afbeeldingen. Over het aardewerken voorwerp werd een laag wit slib aangebracht, gevolgd door een laag rood slib. Vervolgens werden de afbeeldingen aangebracht door te krassen in de rode laag zodat de witte laag weer zichtbaar werd. Met witte en groene verf werden vormen aangebracht, waarna het voorwerp werd gebakken. Hierna werd het voorwerp afgewerkt met gekleurde glazuren, meestal groen of bruin, en nogmaals gebakken.
De afbeeldingen betreffen vooral mensen, dieren, planten en vruchten. Het gaat zowel om religieuze als wereldlijke voorstellingen, met vaak dansende en drinkende personen. De afbeeldingen zijn dikwijls uitbundig, maar gezien de massaproductie van het Werra-aardewerk zijn de afbeeldingen ook relatief eenvoudig en van matige kwaliteit.

### Doelgroep
Het gaat bij Werra-aardewerk voornamelijk om gebruiksvoorwerpen als bekers, kommen, kannen en borden. Sommige deskundigen menen dat het aardewerk bestemd was voor de welgestelde burgerij, terwijl anderen wijzen op de massale productie en de eenvoudige, vaak volkse afbeeldingen. Ook de vindplaatsen van het aardewerk lijken vaak te wijzen op de lagere standen als handwerkers en soldaten, die zich niet het dure serviesgoed van de middenklasse kon veroorloven.

## Naamgeving
Het aardewerk werd aanvankelijk Wanfried-aardewerk genoemd, vanwege de plaats Wanfried waar in 1896 de eerste misbaksels zijn teruggevonden. In de jaren 70 en 80 van de 20e eeuw werd echter duidelijk  dat het aardewerk in een groter gebied was geproduceerd: afgezien van Wanfried kwam er ook aardewerk uit plaatsen als Eschwege, Münden, Heiligenstadt en Witzenhausen. Daarom is het aardewerk vernoemd naar de rivier Werra, waaraan de meeste van deze plaatsen lagen. 

## Geschiedenis
In de 16e eeuw produceerden Noord-Hollandse steden slibaardewerk. Om marktaandeel te verwerven begonnen Duitse pottenbakkers - vermoedelijk als eerste in Heiligenstadt - vanaf circa 1560 dit Hollandse aardewerk te imiteren. Het bleek succesvol en de productie verspreidde zich over naburige plaatsen in Hessen. Export vond plaats via de rivieren Werra en Wezer naar de havenstad Bremen, van waaruit het verder ging naar het noorden en westen van Nederland en naar Engeland. Nederlandse handelaren brachten het aardewerk naar Noorwegen en Noord-Amerika, waar het als inspiratie zou dienen voor het 18e-eeuwse keramiek uit Pennsylvania. 
Het opgegraven aardewerk in Jamestown (Virginia) zal daar zijn terechtgekomen dankzij de Duitse kolonist Johannes Fleischer. Hij kwam in 1607 in deze kolonie aan en was de eerste Duitse immigrant die rechtstreeks vanuit Duitsland was vertrokken. Hij overleed overigens al een jaar na aankomst.
De productie in Heiligenstadt in 1597 bedroeg 180.000 tot 200.000 stuks aardewerk, gemaakt door 21 pottenbakkerijen. Dit leidde in de stad tot een houttekort bij de rest van de inwoners, een reden voor het stadsbestuur om beperkingen op te leggen aan de pottenbakkerijen.

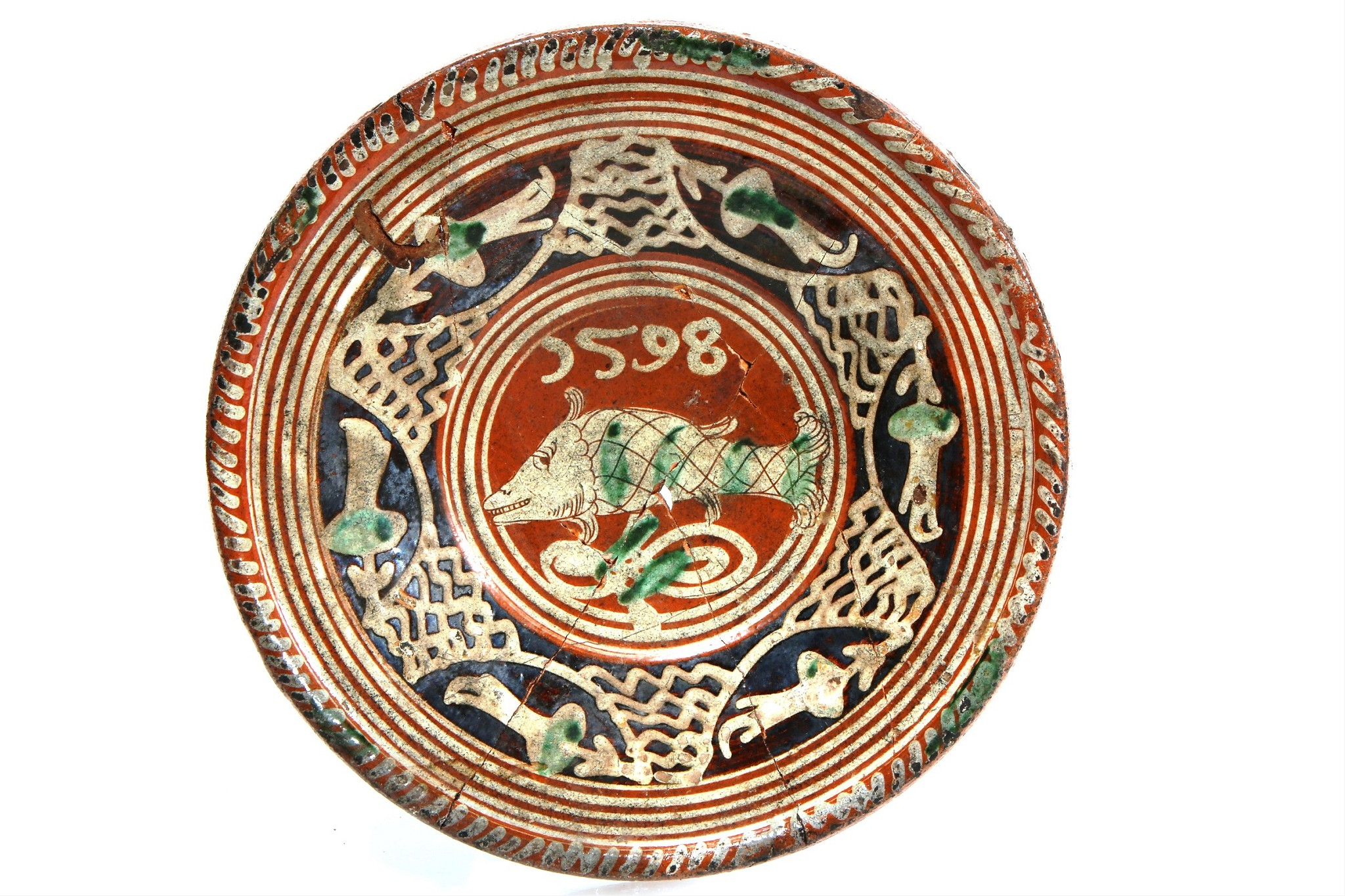
Bord uit 1598, gevonden te Schiedam.

### Nederlands Werra-aardewerk
In 1602 kreeg de koopman Dirck Claesz Spiegel uit Enkhuizen van de Staten-Generaal het alleenrecht om Werra-aardewerk te produceren. De toestemming gold voor een periode van vijftien jaar. Hij produceerde dit type aardewerk tot 1610.

### Het einde van de productie
De grootste export van het aardewerk vanuit de Werraregio vond plaats in de periode 1590-1630. De Dertigjarige Oorlog (1618-1648) bracht een grote slag toe aan de industrie: het oorlogsgeweld zorgde voor een bevolkingsafname en daardoor voor het inzakken van de productiecapaciteit. Daarnaast kozen de pottenbakkers steeds meer voor specialisatie als het vervaardigen van tabakspijpen, glas en bouwkeramiek. In de Nederlanden zelf nam de interesse in Werra-aardewerk af en stapte men steeds meer over op de import van Chinees porselein.
Rond 1660 kwam een einde aan de grootschalige productie van Werra-aardewerk.